# ساندرو ویانا
ساندرو ویانا (پرتغالی: Sandro Viana؛ زادهٔ ۲۶ مارس ۱۹۷۷) دونده دو سرعت اهل برزیل بود.
وی در مسابقات کشوری و بین‌المللی در مجموع برندهٔ ۱ مدال برنز شده‌است.